# Gaspar de Lemos

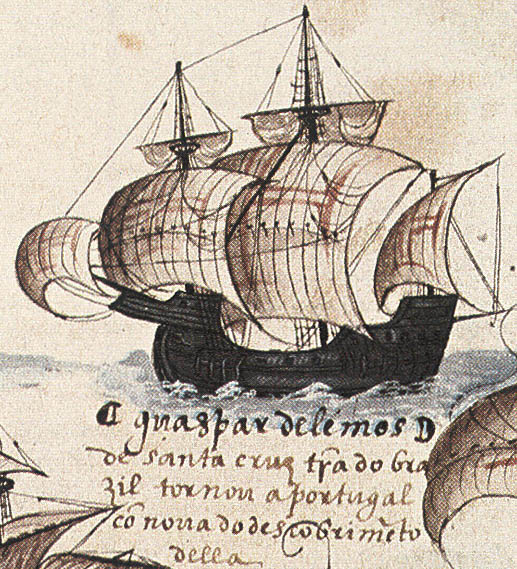
Nau de Gaspar de Lemos.

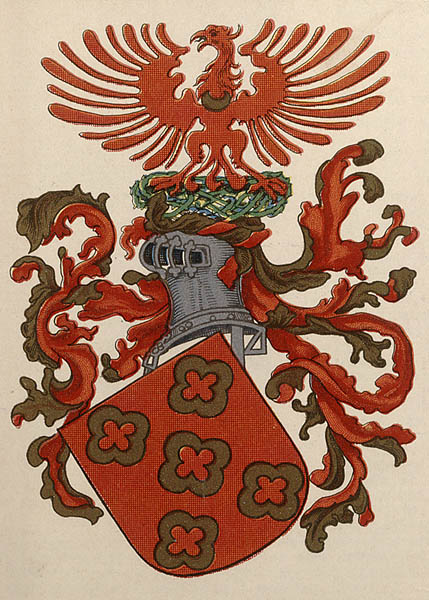
Escut d'armes d'en Gaspar de Lemos.

Gaspar de Lemos fou un navegant portuguès del segle xvi.

## Biografia
Va comandar un dels bucs de la flota de l'explorador Pedro Álvares Cabral, descobridor del Brasil, que va arribar a aquestes terres, per primera vegada, el 22 d'abril de l'any 1500.
No tenim massa informació sobre els orígens d'en Gaspar de Lemos. Es creu que aquest fidalgo podria pertànyer a la família amb règim de majorat i originària Galícia, de la Terra de Lemos, que en aquells temps pertanyia al Regne de Lleó. Aquesta nissaga, hauria rebut territoris i s'hauria establert a Portugal durant el regnat d'Alfons IV de Portugal (1325-1357). Es va constituir el majorat durant el regnat de Joan I de Portugal. Encara que les fonts no citin els orígens de Gaspar de Lemos, alguns llibres portuguesos utilitzen les seves armes per a il·lustrar informacions sobre la Casa de Lemos.
Com a comandant del buc que transportava comestibles, Gaspar de Lemos va ser escollit per en Pedro Álvares Cabral per a retornar a Portugal, després d'una curta estada en terres de Vera Cruz, amb l'objectiu de dur informació al rei Joan I de Portugal sobre el descobriment del Brasil, que inicialment es pensaven que era una illa. Així, Gaspar de Lemos va retornar a Portugal amb una carta de Pero Vaz de Caminha que comunicava al rei la descoberta. Gaspar de Lemos encara retornarà al a Brasil l'any 1501, en un altre viatge exploratori de les terres continentals descobertes dirigit per en Vicente Yáñez Pinzón, i en companyia, entre d'altres, d'Amerigo Vespuccio.
Va partir de Lisboa un 10 de maig del 1501 i va tornar un 7 de setembre del 1502. Són acreditats en aquesta expedició els següents fets:
- L'1 de Novembre del 1501, es descobreix la badia que van anomenarr Badia de Todos-os-Santos;
- La descoberta, l'1 de Gener del 1502, de la badia de la Guanabara, que van confondre amb un riu i van batejar com a Riu de Janeiro;
- Angra dos Reis, el 6 de gener del mateix any;
- la descoberta de l'illa de São Vicente, un 22 de gener del 1502.

Altres investigadors portuguesos atribueixen a Gonçalo Coelho aquest viatge dels anys 1501-1502 que asseguren que va partir de Lisboa l'any 1503, també amb Américo Vespúcio. A més, altres investigadors relacionen aquest viatge amb el de Gaspar da Gama, un nou cristià que va viatjar a les Índies amb en Vasco da Gama.